# Дал (страва)
Дал, дхал, даал (гінді दाल) — перша страва кухонь народів Індостану. Отримала назву за позначенням висушених, розщеплених бобових (сочевиці, нуту, гороху, урада, вігни, каяну та квасолі) як «дал», що зі санскриту перекладається як розщеплюватися. Є аналогом супу-пюре.

## Приготування
Варять різні бобові (частіше йдуть сорти червоного або жовтого кольору, рідше зеленого і зовсім рідко — чорного) або їх суміш у воді з куркумою та сіллю. У деяких рецептах під час приготування додаються недозрілий манго, гарцинія індійська, неочищений тростиновий цукор (джаггері), помідори, а також кокосове молоко. Усі бобові повинні розваритися до стану легкого пюре.
Після того, як бобові вже приготували, до страви додається смажений гарнір, який може складатися з комбінацій різних спецій залежно від країни або регіону (частіше гарам масала), часнику, цибулі, моркви та цвітної капусти. При цьому кожну зі спецій або прянощів додають почергово, інтенсивно помішуючи. Смаження відбувається на маслі гхі.

## Вживання
Переважно вживається з хлібом роті або чапаті, коржем наан. Даал корисний і чудово насичує влітку і зігріває взимку, він дуже смачний і навіть може бути святковою або урочистою стравою. Подають даал в глибоких невеликих мисочках і прикрашають зеленню коріандру і ароматизують скибочкою лимона.